# Waterville (Maine)
Waterville és una població dels Estats Units a l'estat de Maine (EUA). Segons el cens del 2000 tenia 15.605 habitants.

## Demografia
Segons el cens del 2000, Waterville tenia 15.605 habitants, 6.218 habitatges, i 3.370 famílies. La densitat de població era de 443,3 habitants/km².
Per edats la població es repartia de la següent manera: un 19,7% tenia menys de 18 anys, un 18,5% entre 18 i 24, un 24,1% entre 25 i 44, un 19,5% de 45 a 60 i un 18,1% 65 anys o més.
L'edat mediana era de 36 anys. Per cada 100 dones de 18 o més anys hi havia 81,7 homes.
La renda mediana per habitatge era de 26.816 $ i la renda mediana per família de 38.052 $. Els homes tenien una renda mediana de 30.086 $ mentre que les dones 22.037 $. La renda per capita de la població era de 16.430 $. Entorn del 15,1% de les famílies i el 19,2% de la població estaven per davall del llindar de pobresa.

## Fills il·lustres
- Marston Morse (1892-1977), matemàtic i professor d'universitat

## Poblacions més properes
El següent diagrama mostra les poblacions més properes.